# Flotte de réserve

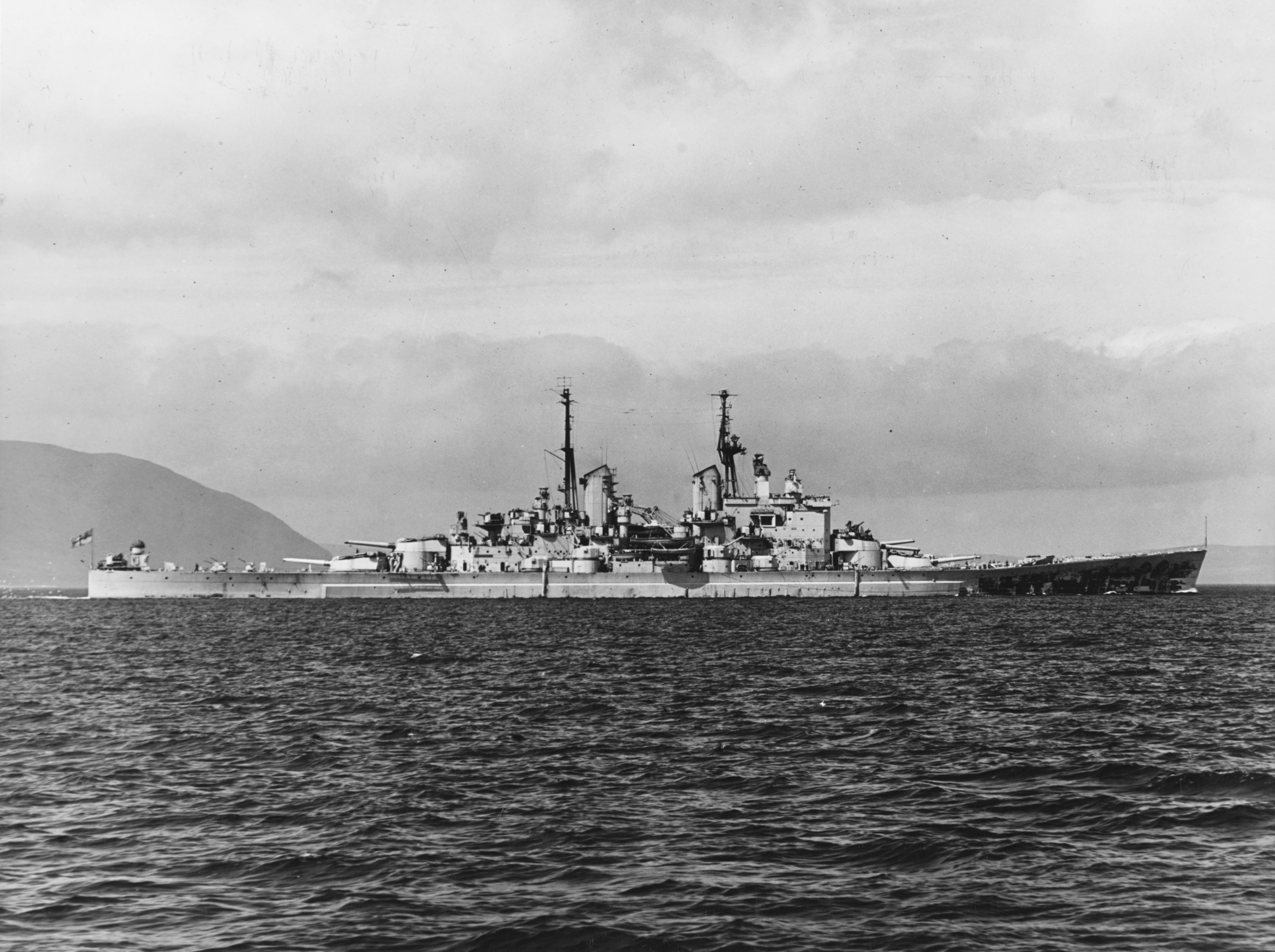
Le vers 1947 lorsqu'il faisait partie de la flotte de réserve britannique

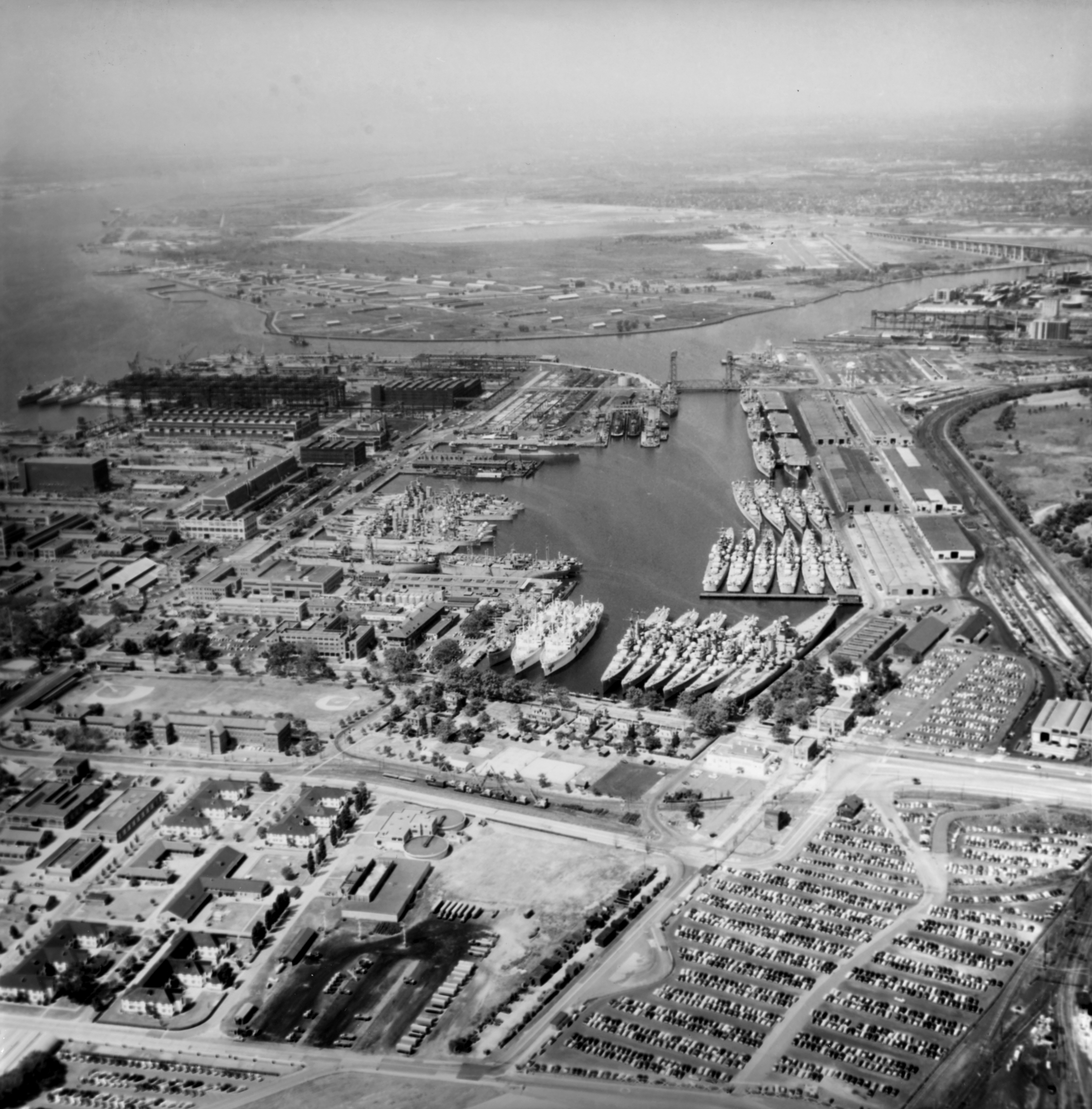
Navires de la flotte de réserve de l'US Navy dans le chantier naval de Philadelphie en 1956

Une flotte de réserve est un ensemble de navires de marine de tous types, équipés pour le service, mais dont les circonstances ne justifient pas l'usage. Les navires de réserve sont donc stockés et partiellement ou totalement mis hors service. On dit qu'un navire déclassé et intégré à la flotte de réserve est « mis sous cocon », expression issue de l'expression anglaise mothballed (« mis dans la naphtaline ») décrivant les très nombreux bâtiments intégrés à la flotte de réserve de défense américaine.

## Description
Le rôle d'une flotte de réserve est de permettre la remise en service rapide des navires la composant. Ainsi, les bâtiments sont généralement immobilisés en eaux calmes, à proximité de bases ou des chantiers navals. Ils peuvent être modifiés ou renforcés par des traitements anti-rouille ou des revêtements plastiques. Dans le cas des navires de guerre à voile, les mâts peuvent être enlevés. Durant leur période dans la flotte de réserve, les navires ont généralement un équipage minimal (connu officieusement comme un équipage squelette) s'assurant que le navire demeure en état de fonctionnement. Les pompes de cale sont utilisées régulièrement pour réduire la corrosion de leurs composantes en acier et pour empêcher les navires de sombrer à leurs amarres.
Lorsqu'un navire est placé en réserve, les différentes pièces des systèmes d'armement sont déplacées dans des lieux de stockage afin qu'en cas de réactivation, les pièces de rechange et les munitions appropriées soient disponibles. Cependant, sur des durées prolongées, les pièces comme les navires sont susceptibles de se détériorer, de subir une corrosion des métaux et de devenir obsolètes.

## Exemples de flottes de réserve
- En France, le méandre de Landévennec fut utilisé pour stocker des navires de réserve français. C'est aujourd'hui un cimetière de bateaux.
- La flotte de réserve de Grande-Bretagne était une flotte de réserve pour navires de guerre déclassés active de 1800 à 1970[1].
- La flotte de réserve de défense nationale des États-Unis (NDRF) se compose d'une cinquantaine de navires de la Seconde Guerre mondiale qui ont été amarrés dans la baie de Suisun près de San Francisco depuis les années 1950 ou 1960[2]. La flotte comprend des navires de guerre, des navires de transport de troupes ainsi que des tankers. En 1963, le tonnage total des navires américains était estimé à 23 millions de tjb dont 12 millions de tjb occupés par la flotte de réserve[3].

## Alternatives au stockage
Dans la pratique, la plupart des navires de réserve deviennent rapidement obsolètes. Afin d'éviter le surcoût engendré par le maintien en service de bâtiment inutiles, un grand nombre sont mis au rebut, utilisés pour des expériences ou des exercices de tirs, sont vendus à d'autres pays voire à des entreprises privées pour une conversion civile, deviennent des navires-musées ou des récifs artificiels.
L'exportation des navires pour le démantèlement est une alternative aux flottes de réserve. En 2006, l'US Navy mis en place un programme permettant à des navires (comme l'USS Oriskany) d'être coulés dans des endroits sélectionnés pour créer des récifs artificiels.

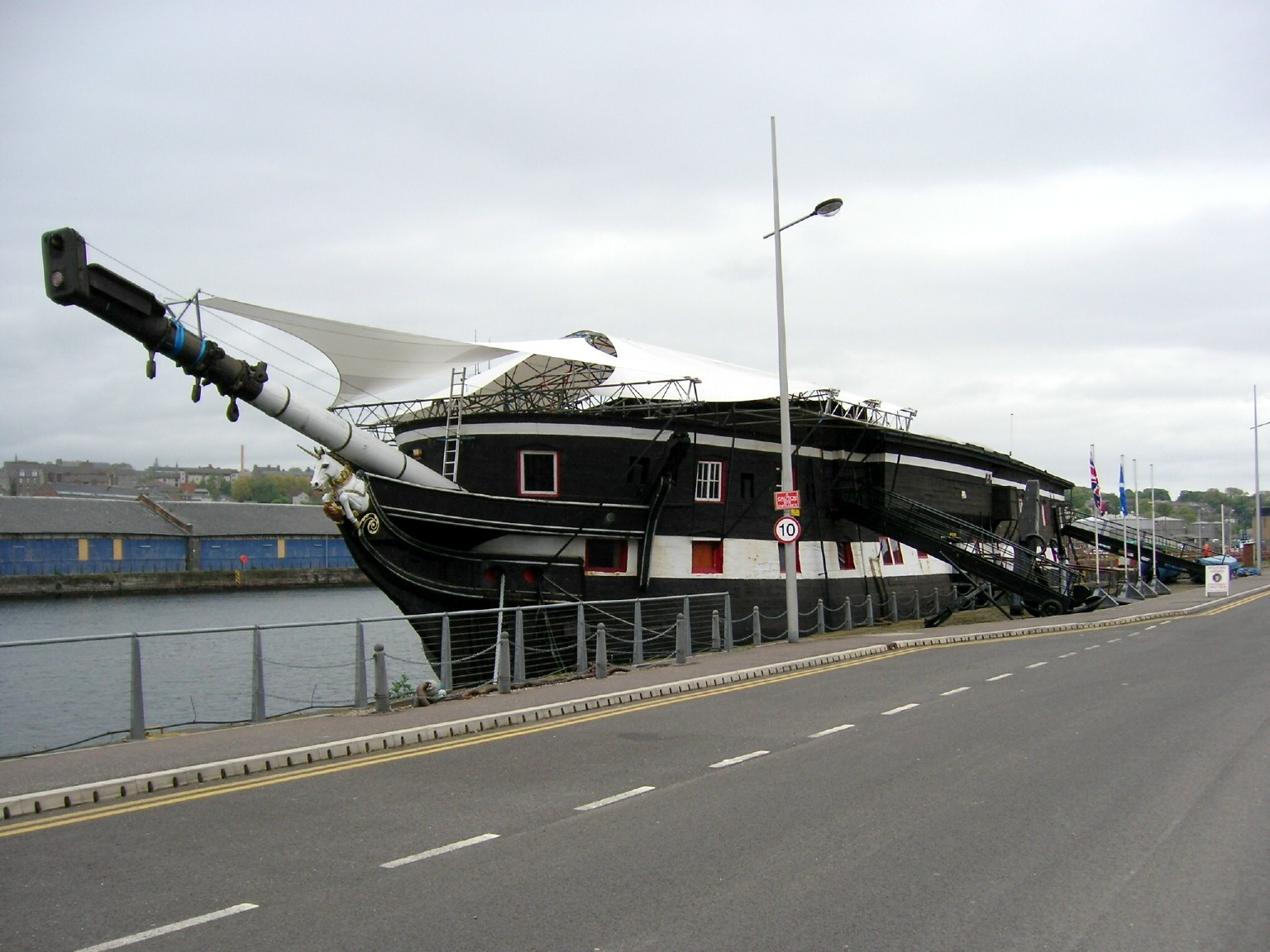
en ordinaire